# Henryk Dąbrowski
Henryk Dąbrowski, de vegades Henri Dombrowski, (Zwiniacz, 1836 - París, 1913) fou un pianista i compositor polonès.
Fou deixeble de Franz Liszt i després emprengué una sèrie de viatges per Rússia, Itàlia, Espanya i França fent-se aplaudir per tots els públics.
És autor de nombroses composicions per a piano.